# Hodonín, Blansko
Hodonín là một làng thuộc huyện Blansko, vùng Jihomoravský, Cộng hòa Séc.